# King Porter Stomp
King Porter Stomp ist der Titel einer frühen Jazzkomposition von Jelly Roll Morton. Das Musikstück wurde 1923 von seinem Komponisten Jelly Roll Morton auf Schallplatte aufgenommen und entwickelte sich in der Swing-Ära zum Jazzstandard. Zudem nutzten viele Musiker die Harmoniefolgen, um neue Songs zu schaffen. Den selten gesungenen Text schufen Sonny Burke und Sid Robin erst Jahre nach Veröffentlichung der Komposition.

## Entstehungsgeschichte

Jelly Roll Morton - King Porter Stomp

Morton hatte die erste Idee zu der Komposition nach eigenen Angaben bereits im Jahre 1905, doch datiert die Fachliteratur zumeist das Entstehungsjahr zwischen 1906 und 1910, als Morton erstmals den Mann traf, nach dem der Song benannt ist. Morton erzählt die Entstehungsgeschichte am Ende seiner offiziellen Library-of-Congress-Aufnahme: „Porter King war ein aus Florida stammender, bereits verstorbener Pianist mit guter Musikausbildung. ... Er mochte eines meiner Stücke besonders, und daher nannte ich es nach ihm.“ Zum Namen erklärte er weiter: „Für ‚stomping‘ gab es keine andere Bedeutung, als dass Leute mit ihren Füßen stampften.“
Stomp ist ein von Morton erfundener Ausdruck, der das vom Rhythmus verursachte Fußstampfen („stamp“) beschreiben soll. Die Wortschöpfung erschien durch Morton erstmals auf Schallplatte und wurde nachfolgend in die Jazzsprache übernommen („Stompin’ at the Savoy“ von Chick Webb’s Harlem Stompers, aufgenommen am 18. Mai 1934) und fand als Rhythmusbezeichnung Eingang in die Allgemeinsprache. Seither ist „Stomp“ der Ausdruck für einen schweren Beat.
Morton sah zunächst keine Veranlassung zur Veröffentlichung des King Porter Stomp, da er so die Nummer in Piano Battles einsetzen konnte, ohne dass der konkurrierende Pianist die Einzelheiten des Stückes kannte und so angemessen reagieren konnte; außerdem zahlten die Verleger für eine Komposition nur eine Summe zwischen fünfzehn und zwanzig Dollar.

## Kennzeichen der Komposition und erste Aufnahmen
Der im moderaten Tempo zu spielende King Porter Stomp entspricht in seinem musikalischen Aufbau mit Trio-Teilen einem typischen Ragtime, ist allerdings nicht auf die Marsch-Form festgelegt, sondern in der Form AABBXCCC'T verfasst. Die linke Hand hatte die typische Rolle des Rhythmusgebers, während die rechte Hand synkopierte Muster gegen den Puls des Stückes einwarf. Die Strains umfassen jeweils 16 Takte, wobei im zweiten Strain die rechte Hand Muster über die Motive des Maple Leaf Rag spielt. In späteren Versionen des King Porter Stomp werden die B-Teile ausgelassen und zusätzliche Trio-Teile eingefügt, die aber immer mehr die Qualität eines Stomp erhalten.
Ferdinand „Jelly Roll“ Morton hatte im Juni 1923 seine ersten vier Titel für Paramount Records eingespielt. Kurz danach wechselte er zu Gennett Records, wo er am 17. Juli 1923 das Piano-Solo King Porter (A Stomp) einspielte. Es wurde mit dem am 18. Juli 1923 entstandenen Wolverine Blues kombiniert und im November 1923 als dessen erste Single (Gennett 5289) veröffentlicht. Seit 1923 war Morton bei den Melrose-Brüdern in Chicago unter Vertrag, die mit der Melrose Music Corporation einen Musikverlag führten. In jenem Jahr ließ er hier seinen London (Café) Blues registrieren. Das Urheberrecht zum King Porter Stomp wurde erst am 6. Dezember 1924 registriert. Am 24. Dezember 1924 spielte er ein Instrumental-Duett mit Kornettist Joe „King“ Oliver ein, das kombiniert mit dem Tom Cat Blues veröffentlicht wurde (Autograph 617). Da die beiden Musiker nicht aufeinander gespielt waren, beschränkte sich Oliver in seinem Spiel darauf, die Klavierteile besonders hervorzuheben.

## Coverversionen

Erskine Hawkins - King Porter Stomp

Die erste Coverversion stammt ersichtlich von Al Turk’s Princess Orchestra, aufgenommen im Oktober 1924 (Olympic 1463). Am 20. April 1926 stand Morton mit seinem Orchester im Tonstudio (Vocalion Records 1020). Nach einer verworfenen Aufnahme (1925) war Fletcher Henderson mit seinem Orchester am 14. März 1928 für Columbia Records (1543) im Studio, um den King Porter Stomp in einem eigenen Head Arrangement aufzunehmen; die stark swingende Nummer war bereits ein „Vorbote der Swing-Ära“.  Henderson spielte eine weitere Version 1932 ein; im selben Jahr nahm auch Cab Calloway den Song auf. Claude Hopkins folgte am 14. September 1934 mit einem Solo von Edmond Hall, das er später in einer weiteren Aufnahme bei Zutty Singleton noch weiter trieb.
Als Benny Goodman das Stück, von Fletcher Henderson arrangiert und mit einem der berühmtesten Trompeten-Solos von Bunny Berigan versehen, am 1. Juli 1935 (Victor Records 25090) aufgriff, entstand ein Klassiker der Bigband-Ära.  Kurz nach seiner Studioaufnahme im Palomar Ballroom (Los Angeles) präsentierte er den Stomp am 21. August 1935 live; spätestens an jenem Abend wurde dem Jazzhistoriker Marshall Stearns zufolge die Swing-Ära geboren. Nicht nur die beiden Versionen, die Henderson mit seinem Orchester veröffentlichte, waren erfolgreiche Hits in den USA (1928 auf Rang 11, 1933 auf Rang 20), sondern auch die Version von Benny Goodman (1935, Rang 10).
Alle renommierten Bigbands jener Zeit haben den Song seither aufgegriffen und mit variationsreichen Arrangements vorgetragen. Auf Chick Webb mit Ella Fitzgerald (Gesang; Februar 1936; Polydor 423248) folgten beispielsweise Count Basie (10. Januar 1937), Erskine Hawkins am 12. September 1938 (Bluebird 7839), Glenn Miller am 27. September 1938 (Bluebird 7853) und Harry James am 6. April 1939 (Brunswick Records 8366). Die Metronome All-Stars waren am 7. Februar 1940 im Studio (Columbia 36389), um über das Henderson-Arrangement zu improvisieren; Bob Crosby folgte am 27. Januar 1942 (Decca Records 4390).
Alleine zwischen 1923 und 1942 gab es 36 Coverversion, darunter fünf  Remakes von Morton. Danach kam es noch zur Veröffentlichung zahlreicher weiterer Fassungen. Beispielsweise wurde der King Porter Stomp seit den 1970er Jahren immer wieder von Sun Ra und seinem Arkestra dargeboten. Gil Evans verfasste für sein Album  New Bottle, Old Wine (1958) ein Arrangement, das wieder an die ersten Fassungen des Stückes erinnerte (und auch vom National Jazz Ensemble unter Chuck Israels 1976 vorgelegt wurde). Jon Hendricks schrieb für die Version von Manhattan Transfer einen neuen Text. Auch das Chicagoer Creative-Music-Trio Air setzte sich 1979 mit Mortons Klassiker auseinander.

## Abgeleitete Songs
Insbesondere der letzte Teil (C') der Originalkomposition, der eigentliche Stomp, wanderte bereits in der Swing-Ära in zahlreiche Kompositionen anderer Musiker ein: Benny Carter baute sein Stück Everybody Shuffle (1934) darauf auf. Ähnliche Ideen verfolgten in den nächsten Jahren Harry James (Call the Porter, Jump Town), Cab Calloway (At the Clambake Carnival) oder Goodman (Slipped Disk) basierten ebenfalls darauf. Auch Duke Ellingtons Bojangles (A Portrait of Bill Robinson) nahm hier eine Anleihe. John Lewis nutzte Mortons Komposition später als bebop head und baute auf dessen Harmonien die Themen von Golden Striker und Odds Against Tomorrow auf.